# Commissario europeo della Lettonia
Il commissario europeo della Lettonia è un membro della Commissione europea proposto al Presidente della Commissione dal Governo della Lettonia.
La Lettonia ha diritto ad un commissario europeo dal 1º maggio 2004, anno della sua adesione all'Unione europea.

## Lista dei commissari europei della Lettonia
| Commissario        | Competenza                                                                         | Commissione      | Periodo        | Partito |
| ------------------ | ---------------------------------------------------------------------------------- | ---------------- | -------------- | ------- |
| Valdis Dombrovskis | Economia e produttività, attuazione e semplificazione                              | von der Leyen II | 2024-in carica | Unità   |
| Valdis Dombrovskis | Economia al servizio delle persone e commercio (Vicepresidente esecutivo)          | von der Leyen I  | 2020-2024      | Unità   |
| Valdis Dombrovskis | Economia al servizio delle persone e servizi finanziari (Vicepresidente esecutivo) | von der Leyen I  | 2019-2020      | Unità   |
| Valdis Dombrovskis | Euro e dialogo sociale (Vicepresidente)                                            | Juncker          | 2014-2019      | Unità   |
| Andris Piebalgs    | Sviluppo                                                                           | Barroso II       | 2010-2014      | LPP/LC  |
| Andris Piebalgs    | Energia                                                                            | Barroso I        | 2004-2010      | LPP/LC  |
| Sandra Kalniete    | Agricoltura, sviluppo rurale e pesca                                               | Prodi            | 2004           | LTF     |